# Gardone Val Trompia
Gardone Val Trompia či Gardone V.T. je sídlo v severní Itálii, v kraji Lombardie, v provincii Brescia. Nachází se v údolí Val Trompia a je součástí administrativního celku Horská komunita obcí Val Trompia. Ve městě sídlí zbrojovky Beretta a Tanfoglio a název města se tak vyskytuje na gravírování světové proslulých palných zbraní. 

## Geografie
Město Gardone Val Trombia se rozvíjí severojižním směrem podél břehů řeky Mella. Na severu sousedí s obcí Marcheno, na jihu s obcí Sarezzo. Území města má rozlohu 26 km2. Západní a východní okolí je hornaté s vrchy převyšujícími nadmořskou výšku 1000 metrů. Klima se vyznačuje chladnými zimami s hustým sněžením v okolních horách a poměrně teplými léty. Sídlo je součástí a zároveň sídlem Horské komunity obcí Val Trompia, zahrnující 18 obcí na březích řeky Mella v údolí Val Trompia. Počet obyvatel této komunity převyšuje 100 000. Gardone V.T. se svými 11 000 obyvateli je na třetím místě po Sarezzu a Lumezzane.

## Dějiny
Četné nálezy kovonosných rud již od starověku předurčilo údolí Val Trompia k těžbě a metalurgii. Na ní navazující kovodělná výroba se orientovala na výrobu nářadí a zbraní. Mezi nejúspěšnější zbrojaře se brzy zařadily dílny Bartolomea Beretty, kterému se v roce 1526 podařilo získat zakázku od benátského arzenálu. Řevnivost mezi výrobci zbraní často přecházela do podoby krvavých akcí s následky vražd a poprav. Městu se nevyhnuly ani nájezdy banditů, morové epidemie, sociální nepokoje a masová emigrace. V celém údolí představovala řeka Mella nejen zdroj pracovní síly, ale i potenciál katastrofálních povodní. V roce 1882 byla v Gardone dokončena tramvajová dráha z Brescie a v roce 1890 bylo instalováno stejnosměrné elektrické osvětlení. 

## Ekonomika
Město je stejně jako většina sídel v údolí Val Trompia orientováno na zbrojní výrobu. V Gardone sídlí věhlasní výrobci služebních i sportovních zbraní Beretta a Tanfoglio a výrobci černoprachových historických replik zbraní Davide Pedersoli a Uberti. Ve městě se nachází muzeum zbraní. Zbrojní výrobu doplňuje společnost Redaelli s programem výroby ocelových lan a profilů konstrukční oceli.